# Comuna 6 (Bucaramanga)
La Comuna 6 o La Concordia es una división territorial urbana de la ciudad de Bucaramanga, en Colombia.

## División administrativa
La comuna se encuentra formada por los barrios: La Concordia, San Miguel, Candiles, Aeropuerto Gómez Niño, Ricaurte, La Ceiba, La Salle, La Victoria.